# Bộ Nội vụ (Campuchia)

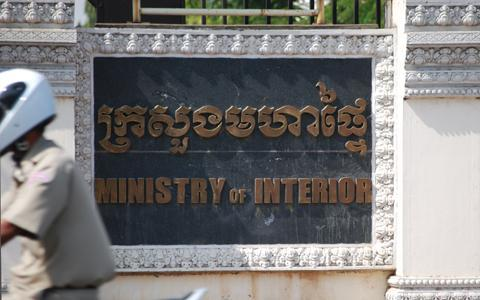
Bộ Nội vụ tại Phnôm Pênh

Bộ Nội vụ (tiếng Khmer: ក្រសួងមហាផ្ទៃ, UNGEGN: Krâsuŏng Môhaphtey) là bộ của chính phủ chịu trách nhiệm quản lý hành chính công trên khắp 25 tỉnh lị và 203 quận/huyện/thị xã tại Campuchia. Bộ này nắm quyền quản lý Cảnh sát Quốc gia Campuchia và cơ quan thực thi pháp luật; bao gồm học viện cảnh sát, đào tạo cảnh sát, cảnh sát tư pháp, phòng chống ma túy, cảnh sát biên giới và quản lý trại giam.
Bên cạnh đó, Bộ Nội vụ còn đảm nhận việc liên lạc với các cơ quan thực thi pháp luật ASEAN và Interpol.
Bộ trưởng Bộ Nội vụ từ năm 1992 là Phó Thủ tướng Sar Kheng được 6 quốc vụ khanh và 4 thứ trưởng trợ giúp.. Chức vụ Bộ trưởng của ông được con trai là Sar Sokha kế nhiệm vào năm 2023.

## Tổ chức
Bộ trưởng: Phó Thủ tướng Sar Sokha.

### Văn phòng Bộ trưởng
Văn phòng này dưới lãnh đạo của một Quốc vụ khanh trên cương vị là Chánh Văn phòng:

### Cấp bậc Tổng cục
Bộ Nội vụ bao gồm 11 tổng cục. Các tổng cục này dưới lãnh đạo của Tổng cục trưởng Cấp bậc như sau:
- Bộ Nội vụ, Tổng Thư ký.
- Bộ Nội vụ, Tổng cục Cảnh sát Quốc gia.
- Bộ Nội vụ, Tổng cục Hành chính.
- Bộ Nội vụ, Tổng cục Thanh tra.
- Bộ Nội vụ, Tổng cục Trại giam.
- Bộ Nội vụ, Tổng cục Di trú.
- Bộ Nội vụ, Tổng cục Căn cước.
- Bộ Nội vụ, Tổng cục Hậu cần và Tài chính.
- Bộ Nội vụ, Tổng cục Kiểm toán Nội bộ.
- Bộ Nội vụ, Tổng cục Công nghệ số và Truyền thông.[3]
- Bộ Nội vụ, Học viện Cảnh sát Campuchia.
- Bộ Nội vụ, Hội đồng Lập pháp.